# Число рёберного покрытия
Число рёберного покрытия графа {\displaystyle G} — размер наименьшего рёберного покрытия в нём.
Если в графе {\displaystyle G} есть изолированные вершины (т.е. вершины со степенью 0), то рёберного покрытия не существует, поэтому и число рёберного покрытия не определено.
В произвольном графе без изолированных вершин число рёберного покрытия может быть найдено с помощью алгоритма Эдмондса для паросочетаний за время {\displaystyle O(|E||V|^{2})} и последующего добавления рёбер, покрывающих не насыщенные наибольшим паросочетанием вершины.
В графе {\displaystyle G=(V,E)} без изолированных вершин число рёберного покрытия {\displaystyle \rho (G)} связано с числом паросочетания {\displaystyle \nu (G)} вторым тождеством Галлаи: {\displaystyle \nu (G)+\rho (G)=|V|}, из которого, в свою очередь, следует неравенство {\displaystyle \rho (G)\geq \nu (G)}. Если в графе существует совершенное паросочетание, то {\displaystyle \rho (G)=\nu (G)=|V|/2}. 
Также для графа без изолированных вершин справедливо неравенство {\displaystyle \rho (G)\geq \alpha (G)}, где {\displaystyle \alpha (G)} — число независимости графа {\displaystyle G}. В двудольном графе {\displaystyle G}, вследствие Теоремы Кёнига, {\displaystyle \rho (G)=\alpha (G)}.